# 명 (성씨)
명(明)은 중국과 한국의 성씨이다.
서촉 명씨(西蜀明氏)의 시조 명옥진(明玉珍)은 중국 호북성 소주[隨州] 출신이며, 원나라 말기 쓰촨[四川] 지방을 평정하고, 1362년 대하(大夏)를 건국하여 촉왕제(蜀王)이라 칭했다. 1366년에 명옥진이 죽자 그의 아들 명승(明昇, 1355년 ~ 1393년)이 뒤를 이었으나 1371년 명(明) 태조 주원장에게 항복하면서 1372년(공민왕 21년) 18세의 나이에 어머니 팽씨(彭氏)와 함께 가족 27명을 거느리고 고려에 귀화하였다. 총랑(摠郎) 윤희종(尹熙宗)의 딸과 혼인하여 개경(開京)에서 살았다. 조선이 개국되자 왕족으로서의 예우를 받으며 태종 때 화촉군(華蜀君)에 봉해지고 충훈세록(忠勳世錄)이 하사되었다. 사후 황해도 연안군에 사당이 세워지면서 연안 명씨(延安明氏)라고도 한다. 조선시대 문과 급제자로 명광계(明光啓), 명정구(明廷耉), 명범석(明範錫), 명하율(明夏律) 등 4명이 있다.
2015년 대한민국 통계청 인구조사에서 29,110명으로 조사되어 한국 성씨 인구 79위이다.